# Prix La Caze
O  Prix La Caze (em francês:  prix L. La Caze de l'Académie des sciences) foi um prêmio concedido de 1870 a 2007 pela Académie des Sciences a um cientista francês por grandes contribuições na física, química ou fisiologia. Foi criado por uma doação de 15.000 francos para a Académie des Sciences pelo doutor em medicina Louis La Caze, morto em 1869.

## Designação dos laureados
De acordo com o testamento de Louis La Caze, o pr^mio deve reconhecer uma grande contribuição na fisiologia, física ou química.

## Laureados
| Ano  | Laureado                    | Trabalho reconhecido                                      |
| ---- | --------------------------- | --------------------------------------------------------- |
| 1878 | Alfred Cornu                |                                                           |
| 1883 | Antoine Henri Becquerel     |                                                           |
| 1884 | Louis Paul Cailletet        |                                                           |
| 1885 | Désiré Gernez               |                                                           |
| 1889 | Heinrich Hertz              |                                                           |
| 1895 | Edmond Bouty                |                                                           |
| 1897 | Paul Sabatier               |                                                           |
| 1901 | Pierre Curie                | pela descoberta do rádio e todos os seus outros trabalhos |
| 1909 | Albert Recoura              |                                                           |
| 1912 | Georges Urbain              | Química                                                   |
| 1912 | Emile Wertheimer            | Fisiologia                                                |
| 1912 | Marcel Brillouin            | Física                                                    |
| 1914 | Jean Baptiste Perrin        |                                                           |
| 1918 | Aimé Cotton                 |                                                           |
| 1920 | Robert Forcrand de Coiselet |                                                           |
| 1924 | Paul Langevin               | Física                                                    |
| 1926 | Georges Weiss               | Fisiologia                                                |
| 1928 | Paul Pascal                 | Fisiologia                                                |
| 1930 | Georges Deniges             | Química                                                   |
| 1930 | Maurice Doyon               | Fisiologia                                                |
| 1930 | Henri Abraham               | Física                                                    |
| 1932 | Louis Hackspill             | Química                                                   |
| 1932 | Jacques-Emile Abelous       | Fisiologia                                                |
| 1932 | Darmon                      | Física                                                    |
| 1934 | Alexandre Damans            | Química                                                   |
| 1936 | Charles Dhéré               | Fisiologia                                                |
| 1940 | Henri Cardot                | Fisiologia                                                |
| 1940 | Georges Chaudron            |                                                           |
| 1958 | Léon Le Minor               |                                                           |
| 1966 | Manuel Valadares            |                                                           |
| 1972 | Albert Arnulf               |                                                           |
| 1975 | Pierre Karli                |                                                           |
| 1987 | Alain Berthoz               |                                                           |
| 1988 | Jean Charvolin              | por seus trabalhos sobre os filmes anfifílicos            |
| 1990 | Jean Rossier                |                                                           |
| 1991 | Jean-Didier Vincent         |                                                           |
| 1992 | Christian Amatore           |                                                           |
| 2007 | Marc Delarue                |                                                           |